# Derorhynchinae
I Derorhynchinae (McKenna & Bell, 1997) erano considerati una sottofamiglia della famiglia Derorhynchidae (Paula Couto, 1962) di mammiferi marsupiali estinti, affine agli odierni opossum. Successivamente ad una revisione tassonimoca, il nome scientifico risulta non più valido e vengono ricompresi come sinonimo della famiglia Didelphidae.

## Tassonomia
La sottofamiglia Derorhynchinae ha tradizionalmente goduto del rango di famiglia: tuttavia una revisione tassonomica effettuata dagli studiosi McKenna e Bell ritenne più opportuno riclassificare le specie ascritte alla famiglia Derorhychidae come appartenenti a una sottofamiglia, Derorhychinae appunto, nell'ambito della famiglia dei Didelfidi. Un'ulteriore revisione fatta nel 1988 da Marshall and de Muizon, porta il taxon allo stato di "non valido" e desueto.
Nella famiglia Derorhynchidae era presente Derorhynchinae come sola sottofamiglia, nella quale erano ricompresi due generi ed altrettante specie:
- Sottofamiglia Derorhynchinae (non più valida)[3]
- Genere Derorhynchus (attualmente ricompreso nella famiglia Derorhynchidae)[2]
  - Derorhynchus singularis
- Genere Minusculodelphis (genere a sé stante ricompreso nel sottordine Eometatheria)[5]
  - Minusculodelphis minimus

Alcuni reperti fossili ascrivibili a membri di questo taxon sono stati rinvenuti sull'Isola di Seymour, nella penisola antartica.